# Ліфлет

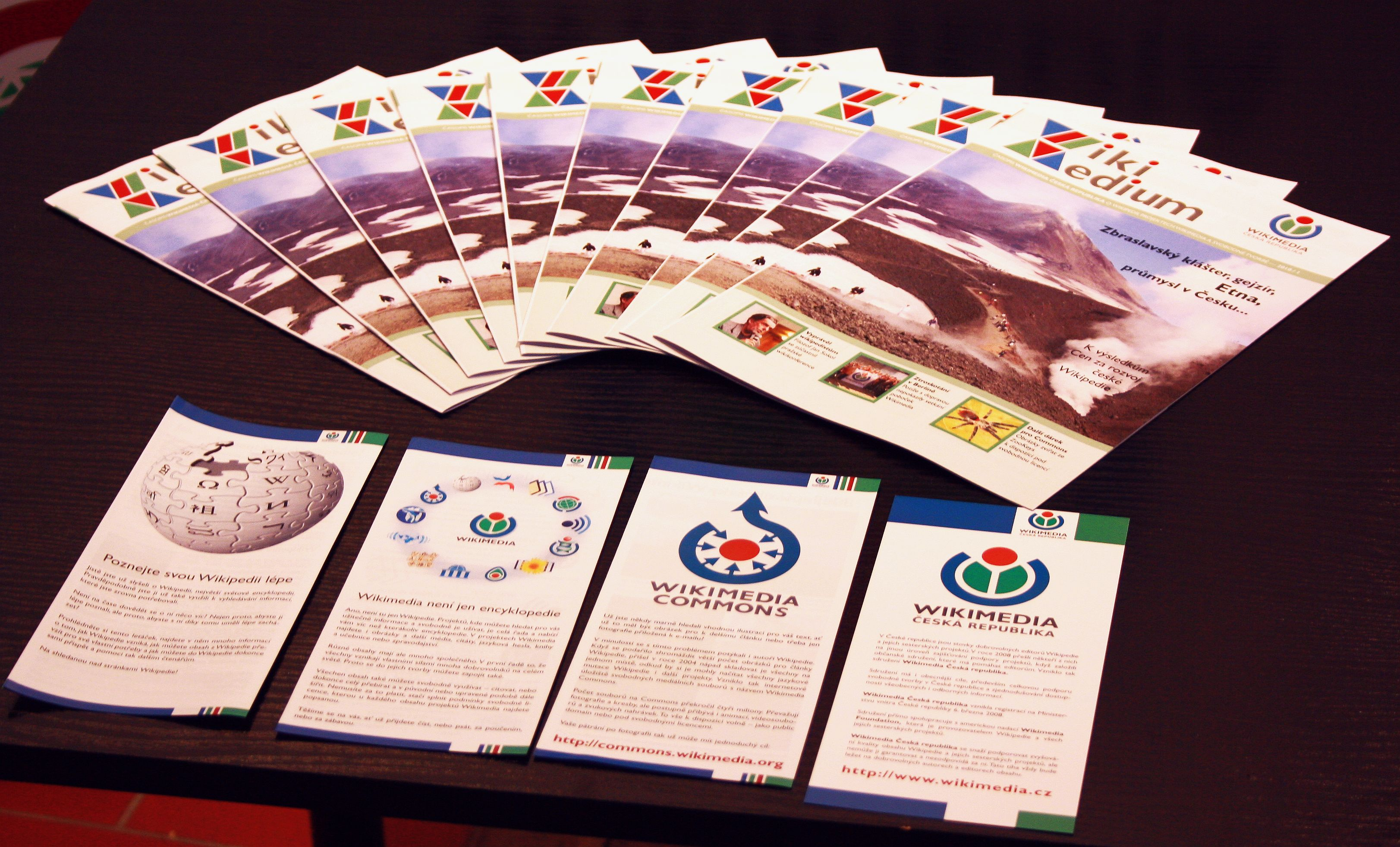
На передньому плані — ліфлети

Ліфлет — двосторонній віддрукований аркуш, як правило, з двома або трьома фальцами, складений всілякими способами, наприклад: навпіл, гармошкою, дельтоподібним або будь-яким іншим способом, що підкреслює індивідуальність рекламного продукту.
Одна з основних ознак ліфлета — відсутність будь-яких скріплюючих елементів: пружини, клею, скріпок.
У формі ліфлета видаються короткі путівники, рекламні проспекти, програми публічних заходів тощо.
Ліфлет у форматі євроконверта ідеально підходить для розсилки поштою. З цієї причини ліфлет такого формату іноді називають євробуклет.
Як правило, ліфлет — повнокольорова друкована продукція, видрукувана на крейдованому папері щільністю 115—300 г/м², цифровим або офсетним способом у залежності від необхідного накладу. При створенні ексклюзивного рекламного проспекту можливе використання різних видів дизайнерських паперів, а також елементи шовкографії, гарячого тиснення фольгою, блинтового або конгревного тиснення.